# Кормилин, Дмитрий Иванович
Дми́трий Ива́нович Корми́лин (4 ноября 1963, Москва, РСФСР, СССР — 3 сентября 2004, Беслан, Северная Осетия — Алания, Россия) — российский спасатель, погибший во время теракта в Беслане в 2004 году. Кавалер ордена Мужества (посмертно).

## Биография
Дмитрий Кормилин родился в Москве в 1963 году. В 1986 году он окончил Московский институт нефтехимии и газовой промышленности по специальности «сооружение газонефтепроводов, газохранилищ, нефтебаз». По окончании института Кормилин участвовал в работах по прокладке нефтепроводов под водой на острове Сахалин. С 1996 по 1998 годы Дмитрий работал в водолазном отделе Московской городской поисково-спасательной службы (МГПСС) в должности руководителя водолазных работ.
В 1998 году Кормилин поступил на работу в отряд «Центроспас» МЧС России, где исполнял обязанности начальника водолазного отдела и получил звание спасателя 1-го класса. Дмитрий Кормилин организовал и возглавил водолазную службу отряда «Центроспас». За период службы он провёл обучение и аттестацию по водолазному делу 53 спасателей, принимал активное участие в разработке и внедрении новых технологий спасения, разрабатывал технические задания для маломерных судов, используемых МЧС. Кормилин стал одним из основных разработчиков технологии доставки маломерных судов на вертолётной подвеске к месту чрезвычайной ситуации. За время работы в отряде Дмитрий участвовал в следующих спасательных операциях:
- ликвидация последствий пожара в Самарском УВД;
- ликвидация последствий взрыва жилого дома в Москве;
- ликвидация последствий падения самолёта Ил-18 в Тверской области;
- спуск в шахту на месте схода ледника «Колка» в Кармадонском ущелье;
- ликвидация последствий падения вертолёта Ми-8 в городе Петропавловск-Камчатский;
- ликвидация последствий обрушения на шахте «Западная-Капитальная»[1].

### Гибель
1 сентября 2004 года в городе Беслан Северной Осетии террористы захватили в заложники более 1100 человек и удерживали их в местной школе в тяжелейших условиях. Кормилин, в это время проходивший обучение на должность «спасатель международного класса», вместе с другими сотрудниками отряда «Центроспас» был направлен в Беслан. 3 сентября с террористами была достигнута договоренность об эвакуации тел заложников, расстрелянных 1 сентября и выброшенных из окна здания. К школе на грузовом автомобиле с опущенными бортами подъехали четыре спасателя «Центроспаса» (Дмитрий Кормилин, Валерий Замараев, Андрей Копейкин и Алексей Скоробулатов) и под присмотром нескольких террористов (один находился непосредственно рядом со спасателями, другие следили за сотрудниками МЧС из окон второго этажа) приступили к погрузке тел в кузов. Внезапно в спортзале раздался взрыв, и террористы открыли огонь по спасателям, а потом и по убегавшим заложникам. Дмитрий Кормилин закрыл своим телом Андрея Копейкина и погиб на месте.
6 сентября 2004 года он был похоронен на Быковском мемориальном кладбище города Жуковского Московской области вместе со своим коллегой Валерием Замараевым, погибшим в тот же день.
Указом президента России № 1532 от 11 декабря 2004 года Дмитрий Иванович Кормилин был награждён орденом Мужества (посмертно).

## Награды
- Орден Мужества (посмертно);
- Медаль «За спасение погибавших»;
- Медаль «Участнику чрезвычайных гуманитарных операций»;
- Нагрудный знак МЧС России «За заслуги».

## Память
- Именем Дмитрия Кормилина был назван поисково-спасательный катер проекта 12150 «Мангуст»[6].
- В здании школы, где произошёл теракт, была установлена мемориальная доска с именами Дмитрия Кормилина и Валерия Замараева[7].
- Распоряжением Правительства РФ от 7 июля 2018 года № 1395-р именем Дмитрия Кормилина была названа гора, расположенная в массиве Тепли Алагирского района Республики Северная Осетия — Алания[8][9].

### Отзывы
«Дима — человек, который наладил водолазную службу в МЧС, её никогда раньше не было отдельной. Он наладил её и возглавил. Человек абсолютно спокойный, выдержанный. Человек, который умел обучать. Но он не только водолаз, но и спасатель. И все, что не связано с водолазной службой, все равно это его». Алексей Скоробулатов, сотрудник МЧС России, кавалер ордена Мужества